# Pamendanga abscissa
Pamendanga abscissa är en insektsart som först beskrevs av Walker 1870.  Pamendanga abscissa ingår i släktet Pamendanga och familjen Derbidae. Inga underarter finns listade i Catalogue of Life.